# Рајхелсхајм (Оденвалд)
Рајхелсхајм (њем. Reichelsheim) општина је у њемачкој савезној држави Хесен. Једно је од 15 општинских средишта округа Оденвалд. Према процјени из 2010. у општини је живјело 8.916 становника. Посједује регионалну шифру (AGS) 6437013.

## Географски и демографски подаци
Рајхелсхајм се налази у савезној држави Хесен у округу Оденвалд. Општина се налази на надморској висини од 211 метара. Површина општине износи 58,2 km². У самом мјесту је, према процјени из 2010. године, живјело 8.916 становника. Просјечна густина становништва износи 153 становника/km².

## Међународна сарадња
| Мјесто        | Држава    | Врста сарадње | Од    |
| ------------- | --------- | ------------- | ----- |
| Нађмањок      | Мађарска  | пријатељство  | 1996. |
|               | Пољска    | пријатељство  | 1996. |
| Дол де Бретањ | Француска | партнерство   | 1996. |
| Извор         |           |               |       |